# Бальморал (парафія, Нью-Брансвік)
Бальморал (англ. Balmoral) — парафія в Канаді, у провінції Нью-Брансвік, у складі графства Рестігуш.

## Населення
За даними перепису 2016 року, парафія нараховувала 278 осіб, показавши зростання на 6,9%, порівняно з 2011-м роком. Середня густина населення становила 0,3 осіб/км².
З офіційних мов обидвома одночасно володіли 165 жителів, тільки англійською — 15, тільки французькою — 100. Усього 5 осіб вважали рідною мовою не одну з офіційних.
Працездатне населення становило 61,7% усього населення, рівень безробіття — 17,2% (31,2% серед чоловіків та 15,4% серед жінок). 96,6% осіб були найманими працівниками, а 0% — самозайнятими.
Середній дохід на особу становив $33 287 (медіана $27 520), при цьому для чоловіків — $38 003, а для жінок $27 293 (медіани — $35 328 та $21 440 відповідно).
19,1% мешканців мали закінчену шкільну освіту, не мали закінченої шкільної освіти — 36,2%, 44,7% мали післяшкільну освіту, з яких 23,8% мали диплом бакалавра, або вищий.
| Статево-вікова структура населення | Статево-вікова структура населення | Статево-вікова структура населення | Статево-вікова структура населення | Статево-вікова структура населення |
| ---------------------------------- | ---------------------------------- | ---------------------------------- | ---------------------------------- | ---------------------------------- |
|                                    |                                    |                                    |                                    |                                    |
| Всього                             | Всього                             | 51,8%48,2%                         |                                    |                                    |
| 0 — 14 років                       | 0 — 14 років                       |                                    | 14,5%                              | 14,5%                              |
| 15 — 64 років                      | 15 — 64 років                      |                                    | 70,9%                              | 70,9%                              |
| 65 і більше                        | 65 і більше                        |                                    | 14,5%                              | 14,5%                              |
| Середній вік (років)               | Середній вік (років)               | 43,241,7                           | 42,5                               | 42,5                               |
| Медіана (років)                    | Медіана (років)                    | 47,245,5                           | 45,8                               | 45,8                               |
| — чоловіки — жінки                 |                                    |                                    |                                    |                                    |

| Походження мешканців:     | Походження мешканців:     | Походження мешканців: | Походження мешканців: | Походження мешканців: |
| ------------------------- | ------------------------- | --------------------- | --------------------- | --------------------- |
| Походження                |                           |                       | осіб                  | %                     |
| Корінні американці        | Корінні американці        |                       | 45                    | 15.52%                |
| Інше північноамериканське | Інше північноамериканське |                       | 220                   | 75.86%                |
| Європейське               | Європейське               |                       | 95                    | 32.76%                |
| британське                | британське                |                       | 50                    | 17.24%                |
| французьке                | французьке                |                       | 60                    | 20.69%                |

| Зайнятість населення за галузями (за класифікацією NOC): | Зайнятість населення за галузями (за класифікацією NOC): | Зайнятість населення за галузями (за класифікацією NOC): | Зайнятість населення за галузями (за класифікацією NOC): | Зайнятість населення за галузями (за класифікацією NOC): |
| -------------------------------------------------------- | -------------------------------------------------------- | -------------------------------------------------------- | -------------------------------------------------------- | -------------------------------------------------------- |
|                                                          |                                                          |                                                          |                                                          |                                                          |
| Управління                                               | Управління                                               |                                                          | 7,1%                                                     | 7,1%                                                     |
| Бізнес, фінанси та адміністрування                       | Бізнес, фінанси та адміністрування                       |                                                          | 7,1%                                                     | 7,1%                                                     |
| Освіта, правозахист, муніципальні та урядові служби      | Освіта, правозахист, муніципальні та урядові служби      |                                                          | 14,3%                                                    | 14,3%                                                    |
| Роздрібна торгівля та послуги                            | Роздрібна торгівля та послуги                            |                                                          | 28,6%                                                    | 28,6%                                                    |
| Гуртова торгівля, транспорт та обладнання                | Гуртова торгівля, транспорт та обладнання                |                                                          | 35,7%                                                    | 35,7%                                                    |
| Виробництво                                              | Виробництво                                              |                                                          | 7,1%                                                     | 7,1%                                                     |

## Клімат
Середня річна температура становить 2,6°C, середня максимальна – 20,7°C, а середня мінімальна – -19,8°C. Середня річна кількість опадів – 1 124 мм.
| Клімат поселення                              | Клімат поселення | Клімат поселення | Клімат поселення | Клімат поселення | Клімат поселення | Клімат поселення | Клімат поселення | Клімат поселення | Клімат поселення | Клімат поселення | Клімат поселення | Клімат поселення | Клімат поселення |
| Показник                                      | Січ.             | Лют.             | Бер.             | Квіт.            | Трав.            | Черв.            | Лип.             | Серп.            | Вер.             | Жовт.            | Лист.            | Груд.            |                  |
| Середній максимум, °C                         | −7,77            | −6,43            | 0,14             | 6,86             | 14,08            | 19,92            | 20,70            | 20,19            | 14,54            | 8,73             | 2,75             | −5,13            |                  |
| Середня температура, °C                       | −13,76           | −12,44           | −5,86            | 0,85             | 8,10             | 13,92            | 17,14            | 16,62            | 10,99            | 5,16             | −0,81            | −8,7             |                  |
| Середній мінімум, °C                          | −19,76           | −18,44           | −11,88           | −5,16            | 2,08             | 7,91             | 13,56            | 13,07            | 7,41             | 1,59             | −4,38            | −12,27           |                  |
| Норма опадів, мм                              | 93               | 63               | 78               | 78               | 100              | 102              | 120              | 107              | 98               | 105              | 93               | 87               |                  |
| Середньомісячна швидкість вітру, м/с          | 3.95             | 4.02             | 4.12             | 3.90             | 3.58             | 3.21             | 2.87             | 2.84             | 3.13             | 3.46             | 3.65             | 3.82             |                  |
| Середньомісячна сонячна радіація, кДж/м²·день | 4982             | 8395             | 12300            | 15721            | 18338            | 20118            | 19401            | 17107            | 12413            | 7612             | 4542             | 3678             |                  |
| --------------------------------------------- | ---------------- | ---------------- | ---------------- | ---------------- | ---------------- | ---------------- | ---------------- | ---------------- | ---------------- | ---------------- | ---------------- | ---------------- | ---------------- |
| Джерело:                                      |                  |                  |                  |                  |                  |                  |                  |                  |                  |                  |                  |                  |                  |